# Efeito do juiz faminto
O efeito do juiz faminto é a observação de que os vereditos dos juízes são mais brandos após um intervalo para refeição. Desde o estudo original, o termo se transformou para abranger um fluxo de pesquisas relacionadas às implicações da fome no comportamento econômico e social. No entanto, foi sugerido que isso pode ser um artefato do agendamento dos casos.

## Estudo original
Em 2011, foi realizado um estudo sobre as decisões dos conselhos de liberdade condicional israelenses foi realizado em 2011. Ele constatou que a concessão de liberdade condicional era de 65% no início de uma sessão, mas caía para quase zero antes de um intervalo para refeição. Os autores sugeriram que o esgotamento mental resultante da fadiga fazia com que as decisões favorecessem cada vez mais o status quo, enquanto o descanso e o reabastecimento restauravam a disposição de tomar decisões ousadas. O artigo, que foi publicado na revista Proceedings of the National Academy of Sciences, foi citado muitas vezes – 1.380 vezes até 2021.

## Respostas
O psicólogo Daniël Lakens argumentou que o tamanho do efeito no estudo original é incrivelmente grande. Uma análise e simulações posteriores sugeriram que pelo menos parte do efeito pode ser decorrente de prioridades de agendamento - os casos com um resultado brando exigiam mais tempo e, portanto, não seriam agendados no tempo restante antes de um intervalo.
Estudos mais recentes mostram que determinadas decisões jurídicas podem se tornar mais brandas com o aumento da ordem dos casos, o que pode ser causado por um mecanismo de comparação de direções, e não pelo cansaço dos tomadores de decisão.

## Consequências
As intervenções de IA e algoritmos no tribunal, como o software COMPAS, geralmente são motivadas pelo efeito do juiz faminto. No entanto, alguns argumentam que o efeito do juiz faminto é exagerado para justificar o uso da IA no direito.
Robert Sapolsky usa isso como exemplo para argumentar que temos menos livre-arbítrio do que pensamos em seu livro Determined.

## Comportamento econômico e social durante o Ramadã
Acreditava-se que o efeito do juiz faminto previa maior bondade humana após a quebra do jejum do Ramadã. No entanto, o oposto foi observado em estudos experimentais. Os participantes observadores demonstraram mais bondade durante o jejum e menos depois de quebrá-lo. Assim, o efeito do juiz faminto é específico da situação e afetado por gatilhos de moralidade.